# Bornella calcarata
Bornella calcarata is een slakkensoort uit de familie van de Bornellidae. De wetenschappelijke naam van de soort is voor het eerst geldig gepubliceerd in 1863 door Mörch.